# Девід Валадао
Девід Валадао (англ. David Valadao; нар. 14 квітня 1977, Генфорд, Каліфорнія) — американський політик-республіканець. З 2013 р. він представляє 21-й округ штату Каліфорнія у Палаті представників США.
Народився в сім'ї португальських емігрантів. У 1995 р. закінчив школу у Генфорді. У період з 1996 по 1998 рр. навчався у College of the Sequoias, м. Вісалія. Валадао керував родинною молочною фермою разом зі своїми братами, входив до Консультативної ради з питань молока Каліфорнії і деяких інших об'єднань молочної промисловості.
З 2010 по 2012 рр. був членом Асамблеї штату Каліфорнія.
Одружений, батько трьох дітей. Родина живе у Генфорді.